# Campeonato Paulista de Futebol Feminino de 2004
O Campeonato Paulista de Futebol Feminino de 2004 foi a 12.ª edição deste campeonato. Foi organizado pela Secretaria do Estado de Esportes e Turismo e contou com a participação de seleções municipais, além de clubes já conhecidos. A Ferroviária se sagrou campeã ao bater São Bernardo do Campo na final, a artilheira do campeonato foi Dani Cadê do Santos, com 20 gols.

## Formula de disputa
Na primeira fase as 32 equipes foram divididas em oito grupos de 4 times cada, onde jogaram em turno único, classificando as duas melhores classificadas. As 16 equipes que avançaram asseguraram vaga para a Série A de 2005, enquanto as outras 16 equipes eliminadas jogaram a Série B 2005.
Na segunda fase as 16 equipes que avançaram foram divididas em outros quatro grupos, também com quatro times cada. Avançaram duas equipes de cada grupo para a terceira fase, que também foi dividida em grupos, sendo dois nesta fase, avançando as duas melhores equipes cada fase para a quarta fase, um quadrangular que definiu as duas equipes finalistas.
Cada grupo foi jogado em uma cidade diferente, sistema semelhante a Copa São Paulo de Juniores.